# Kirkøy

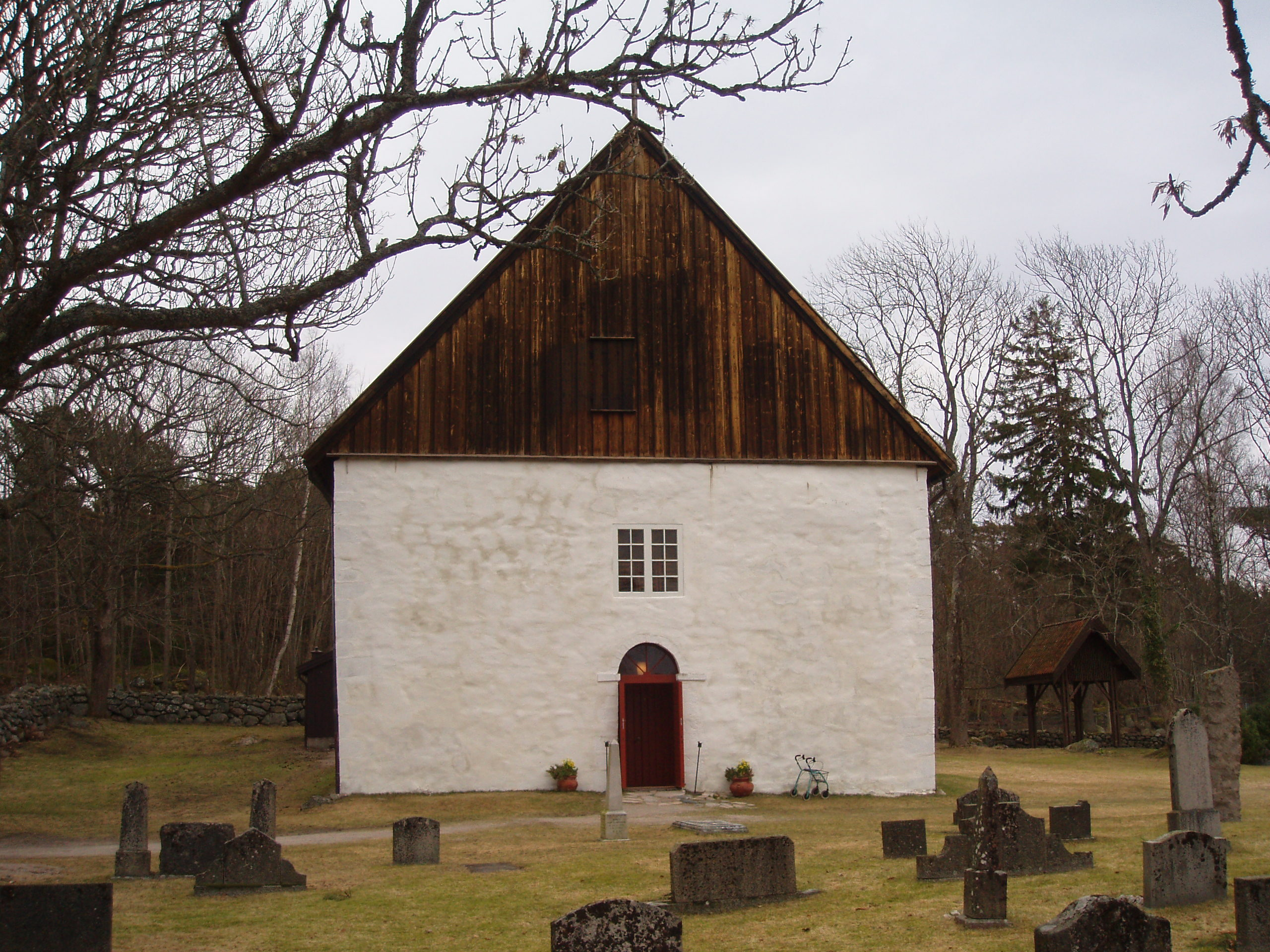
Hvaler kirke på Kirkøy. Ön har fått sitt namn ("Kyrkön") efter kyrkan.

Kirkøy, Kjerkøa, är den största ön i Hvalers kommun i Østfold fylke i Norge. Ön har en yta på 29,6 kvadratkilometer och har 1 402 invånare (2024).
Kirkøy är karg och delvis skogbeväxt. På den sydöstra delen av Kirkøy ligger Skjærhalden där drygt 900 av öns invånare bor.
På öns högsta punkt, Botneveten som är belägen 72 m ö.h., finns ett gravröse från bronsåldern.
På Kirkøy etablerades flera stenbrott på 1800-talets senare del. Nuförtiden är turismen viktig, främst på sommaren.
Från ön finns en förbindelse med fastlandet genom en undervattenstunnel till Asmaløy varifrån det finns broförbindelser vidare till Fredrikstad.